# سوذبيز
دار سوذبي للمزادات أو سوذبيز (بالإنجليزية: Sotheby's) هي رابع أقدم دار مزاد في العالم مع 90 موقعا في 40 بلدا. أسس في عام 1744 في لندن. إنجليزي المنشآ وحاليا أمريكي المركز، مقره الأساسي في مدينة نيو يورك. يعتبر سوذبيز من أكبر سماسرة الفنون الجميلة والزخرفية، المجوهرات والعقار والمقتنيات. وتقسم استثمارات سوذبيز لثلاثة أجزاء: مزادات، تمويل وبيع. وتتراوح خدمات الشركة من الخدمات الفنية للمبيعات الخاصة.
حتى ديسمبر 2011، كان لدى الشركة 1446 موظف حول العالم. وهي من أكبر مراكز الأعمال الفنية في العالم مع مبيعات عالمية بلغت 5.8 مليار دولار في عام 2011.
تأسست دار سوذبي للمزادات في 11 مارس 1744 في لندن. تأسست الشركة القابضة الأمريكية في البداية في أغسطس 1983 في ميشيغان. في يونيو 2006، انتقلت شركة سوذبي القابضة في ولاية ديلاوير وتم تغيير اسمها دار سوذبي للمزادات.

## التاريخ
تأسست شركة سوذبي للمزادات في 11 مارس 1744 في لندن على يد بائع الكتب صموئيل بيكر. في عام 1767 أصبحت الشركة تُعرف باسم Baker & Leigh، بعد أن باع صمويل بيكر عدة مئات من الكتب القيمة من مكتبة السير جون ستانلي، البارون الأول لجرينجورمان ، وأصبح شريكاً تجارياً مع جورج لي.
بعد وفاة بيكر في عام 1778، ترك العمل لجورج لي وابن أخيه جون سوذبي، حيث أصبح دار مزادات كتب بارزة وتمت إعادة تسميتها إلى لي وسوذبي.
في عهد عائلة سوذبي، توسعت أنشطتها في دار المزادات لتشمل بيع المطبوعات والميداليات والعملات المعدنية. أصبح جون ويلكينسون، المحاسب الأول في شركة سوذبي، شريكاً ثم رئيساً جديداً للشركة عندما توفي آخر عضو في عائلة سوذبي في عام 1861.
لم تكن الشركة تسعى إلى بيع الفنون الجميلة بالمزاد في البداية. وكان أول نجاح كبير لهم في هذا المجال هو بيع لوحة لفرانس هالس مقابل تسعة آلاف جنيه إسترليني في عام 1913. في عام 1917، انتقلت سوذبي من 13 شارع ويلينجتون إلى 34-35 شارع نيو بوند ، والذي لا يزال مقرها في لندن. وسرعان ما أصبحوا منافسين لدار كريستيز باعتبارهم رواد سوق المزادات في لندن.
في عام 1964، اشترت شركة سوذبي شركة بارك بيرنيت، أكبر شركة مزادات للفنون الجميلة في الولايات المتحدة في ذلك الوقت. في العام التالي، انتقلت دار سوذبي إلى 980 شارع ماديسون، نيويورك. مع نمو صناعة المزادات الفنية الدولية، افتتحت سوذبي مكاتب في باريس ولوس أنجلوس في عام 1967، وأصبحت أول دار مزاد تعمل في هونج كونج في عام 1973، وموسكو في عام 1988.

### القرن الحادي والعشرين
اشترت الشركة مبنى York Avenue مقابل 11 مليون دولار في عام 2000 وأكملت التوسعة والتجديد بقيمة 140 مليون دولار في عام 2001، بإضافة ستة طوابق ومساحة 240 ألف قدم مربع. أضافت عملية التجديد إمكانية تخزين الأعمال في نفس المبنى الذي يضم الأقسام المتخصصة والمعارض والقاعات. كما تضم مكاتب سوذبي في نيويورك أيضًا مطعم سوذبي واين  قامت الشركة ببيع المبنى في عام 2002 مقابل 175 مليون دولار. في مايو 2007، افتتحت شركة سوذبي مكتباً في موسكو استجابة للاهتمام المتزايد بسرعة بين المشترين الروس في سوق الفن الدولي، كما عقدت مبيعات في قطر في عام 2009.
في عام 2012، حققت الشركة إيرادات سنوية بلغت حوالي 831.8 مليون دولار أمريكي 
وفي الوقت نفسه، انخفض الدخل من المزادات الكلاسيكية، حيث أعلنت شركة سوذبي عن انخفاض بنسبة 42% في صافي الدخل في النصف الأول من عام 2012.
في فبراير 2015، استحوذت سوذبي على حصة 25% في شركة RM Auctions للمزادات العلنية للسيارات الكلاسيكية والنادرة.
في مارس 2015، تولى تاد سميث، الرئيس التنفيذي السابق لشركة ماديسون سكوير جاردن منصب الرئيس التنفيذي لشركة سوذبي خلفاً لويليام إف. روبريشت. لم يكن لدى سميث أي خبرة في صناعة المزادات ولكنه أشرف على مضاعفة الأرباح خلال فترة عمله في ماديسون سكوير جاردن.
في يوليو 2016، أصبحت شركة التأمين الصينية Taikang Life أكبر مساهم في سوذبي، بحصة بلغت 13.5%.
في 25 يناير 2018، استحوذت شركة سوذبي على شركة الذكاء الاصطناعي Thread Genius مقابل مبلغ لم يتم الكشف عنه.
في فبراير 2019، أعلنت شركة سوذبي عن إعادة تصميم وتوسيع مقرها الرئيسي في نيويورك بقيادة المصمم شوهي شيجيماتسو. على أن تزيد مساحة قاعات العرض هناك إلى أكثر من 90 ألف قدم مربع من 67 ألف قدم مربع، وتضمن المشروع إضافة العديد من القاعات والمعارض الجديدة. كما أطلقت الشركة أيضاً منصة جديدة للمزايدة عبر الإنترنت على موقعها الإلكتروني.
في يونيو 2019، استحوذ رجل الأعمال باتريك دراهي على شركة سوذبي مقابل علاوة سوقية بلغت 61%. في أكتوبر 2019، عين تشارلز ف. ستيوارت كرئيس تنفيذي جديد لشركة سوذبيز، وانتقل الرئيس التنفيذي السابق تاد سميث إلى دور استشاري. وقد أقر دراهي عدداً من تدابير خفض التكاليف، بما في ذلك تسريح كبار المديرين التنفيذيين في عام 2019؛ وخفض الوظائف، وخفض الرواتب، والانتقال إلى المزادات عبر الإنترنت خلال جائحة عام 2020؛ والإعلان عن إنهاء خطة معاشات موظفي سوذبي في عام 2022.
في عام 2020، تفوقت سوذبيز على كريستيز لتصبح دار المزادات الأولى في العالم لأول مرة منذ عام 2011، بمبيعات إجمالية تجاوزت 5 مليارات دولار مقارنة بمبيعات منافستها التي بلغت 4.4 مليار دولار.
في يونيو 2023، وافقت شركة سوذبيز على شراء 945 ماديسون أفينيو، وهو مبنى متحف سابق صممه مارسيل بروير، ليكون المقر الرئيسي للشركة، بما في ذلك صالات العرض ومساحة العرض وغرفة المزادات. وتخطط الشركة لافتتاح مساحتها الجديدة في عام 2025.

## أشهر المبيعات
- في 22 مايو 2002، بيعت لوحة روزي ريفيتر لنورمان روكويل بـ 3.96 مليون دولار.

- في 3 مايو 2006، عرضت سوذبي لوحة دورا مار والهر لبابلو بيكاسو وبيعت بـ 95 مليون دولار لتصبح ثاني أغلى لوحة فنية بيعت في التاريخ وقتذاك.
- في 7 يونيو 2007، بيع تمثال أرتميس والأيل الذي يعود إلى العصر الروماني مقابل 28.6 مليون دولار محققاً رقماً قياسياً لأغلى منحوتة من العصور القديمة تباع في مزاد.

## وصلات خارجية
- سوذبيز على موقع IMDb (الإنجليزية)
- سوذبيز على موقع IMDb (الإنجليزية)
- سوذبيز على موقع الموسوعة البريطانية (الإنجليزية)
- معروضات دار الكسوة المصرية في مزاد بصالة سوذبي على يوتيوب(فيديو)، بي بي سي عربي، 10 مايو 2011